# Ереванский кинофестиваль 2011
8-й Ереванский кинофестиваль «Золотой абрикос» 2011 года — прошёл в Ереване — столице Республики Армения с 10 июля по 17 июля при содействии Министерства культуры Армении и МФГС (Межгосударственного Фонда Гуманитарного Сотрудничества)

## История
Кинофестиваль проходил с 10 июля по 17 июля 2011 года в столице Армении, городе Ереване. Церемонию открытия предвещало традиционное освящение в церкви Сурб Зоравар символа Армении — абрикоса. Вечером этого же дня на площади Шарля Азнавура, несмотря на обильный дождь, началось официальное открытие фестиваля и по красной ковровой дорожке гости вошли в кинотеатр, где и состоялась церемония открытия. На открытии нынешнего фестиваля присутствовали премьер-министр Армении Тигран Саркисян и министр культуры Асмик Погосян, представители аккредитованного в Армении дипломатического корпуса, известные актёры, режиссёры и другие лица. Открывала «Золотой абрикос» работа иранского режиссёра Аббаса Киаростами «Копия верна».
В 2011 году для участия в конкурсе было подано 631 заявка из 81 страны, из которых в фестивальную программу вошли 150 фильмов из 45 стран мира. Фильмы были представлены в трех основных конкурсных номинациях: зарубежные игровые, документальные и «Армянская панорама». Кроме основных номинаций, на фестивале были представлены работы в номинации лучшее короткометражное кино, были вручены специальные премии и призы, а также было проведено ряд программ и юбилеев.
В номинации зарубежное игровое кино были представлены 11 картин, многие из которых заработали себе репутацию «скандальных» и получили широкую огласку в мировой прессе Помимо международной программы игровых фильмов, достаточно сильной являлась номинация документальных работ, среди которых румынский фильм «Мир глазами Йона Б.», российский «Клюквенный остров» и номинированная в этом году на Оскар «Свалка» американки Люси Уокер. В новой, учрежденной в этом году номинации короткого метра «Кориз» (абрикосовая косточка) приняли участие 25 работ. Победители в этой номинации будут награждены специальным призом «Золотая косточка». В номинации «Армянская панорама», были представлены работы армянских режиссёров из разных стран..
В рамках фестиваля состоялись ретроспективные показы фильмов Эдмонда Кеосояна, Дмитрия Кесаянца, Романа Балаяна, Белы Тарра, Войцеха Марчевского и Бертрана Тавернье. Почетным гостем форума кинематографистов стали: венгерский режиссёр Бела Тарр и кинозвезда Фанни Ардан. Первый представил три фильма, в том числе «Туринская лошадь», удостоенная в этом году «Серебряного медведя» (Гран-при) и премии ФИПРЕССИ Берлинского кинофестиваля, Ардан представила свои дебютные режиссёрские работы «Прах и кровь» и «Сhimeres absentes».
В рамках цикла «Ереванские премьеры» были показаны «Меланхолия» Ларса фон Триера, «Древо жизни» Терренса Малика, «Однажды в Анатолии» Нури Бильге Джейлана, который лично представил свой фильм а также ряд других фильмов.
Программа «Ресорджименто», была посвящена 150-летию объединения Италии, в связи с чем были показаны классиков итальянского кино — Роберто Росселлини, братьев Тавиани, Луиджи Маньи и Роберто Фаенца. 
 В специальной программе «Взгляд снаружи» включены фильмы, недавно снятые зарубежными режиссёрами об армянах и в Армении. Во время фестиваля были помпезно отпразднованы ряд юбилеев: 70-летие Романа Балаяна, 80-летие Дмитрия Кесаянца и 75-летие Эдмонда Кеосаяна.

Особенностью «Золотого абрикоса» этого года явилась программа мировых киношкол, в которую вошли работы школы польской кинорежиссуры им Анджея Вайды, школы кино и телевидения при израильском колледже «Сапир» (Израиль) и Государственного института кино России ВГИК.

В связи с большим интересом специалистов и зрителей к фильмам, произведенным в странах СНГ, в 2011 году «Золотой абрикос» представил внеконкурсную программу, посвященную 20-летию образования СНГ — «Кино стран СНГ», в которой продемонстрированы фильмы, произведенные в странах Содружества независимых Государств.
Во время проведения фестиваля, «Золотой абрикос» из уст президента Евразийской Академии Телевидения и Радио, кандидата философских наук Валерия Рузина, получил приглашение принять участие в XIII-ом Евразийском Телефоруме.

### Церемония закрытия
Торжественная церемония закрытия фестиваля прошла на свежем воздухе, в гостиничном комплексе «Латар», на фоне горы Арарат. После того как гости собрались, пошёл дождь. Однако, дождь не только не помешал, но и помог проведению торжества. Моментально спала жара, а все присутствующие облачились в желтые плащи, мгновенно розданные организаторами. По словам президента фестиваля Арутюна Хачатряна, превратил церемонию в «сюрреалистический фильм», перевернув очередную страницу летописи «Золотого абрикоса».
По завершении работы конкурса, члены жюри положительно оценили организацию и проведение кинофестиваля. Арутюн Шатян подводя итог отметил, что в этом году фильмы фестиваля посмотрели 35 000 — 37 000 зрителей, на кинофестивале присутствовало около 200 гостей из зарубежных стран.

## Программы фестиваля
- «Ереванские премьеры»
- программа мировых киношкол
- «Ресорджименто»
- «Взгляд снаружи»
- «Кино стран СНГ»

## Мнения о «Золотом абрикосе»
Премьер-министр Армении Тигран Саркисян, говоря о важности фестиваля отметил :
Уже невозможно представить лето без этого фестиваля, который заставляет Ереван жить с другим настроением
На церемонии закрытия французский актёр и режиссёр Серж Аведикян заявил
Фестиваль достиг сегодня самых высоких международных стандартов качества. Он нашел свою особенность, благодаря которой не похож ни на какой другой фестиваль. И это самое важное. Особенность в том, что фестиваль поддерживает только кино как искусство. В мире очень мало фестивалей, которые поддерживают кино как искусство

Председатель международного жюри игровых фильмов, известный британский кинокритик Дерек Малкольм в своем выступлении от имени всех членов жюри отметил: 
Это был самый сильный конкурс, который мы когда-либо судили

Французская актриса и режиссёр Нора Армани на встречи с журналистами сказала, что «Золотой абрикос» входит в число лучших фестивалей мира. Продолжая разговор о Ереванском фестивале она добавила:
Я наслаждаюсь организационными навыками, выбором фильмов и их множеством

## «Параджановский талер» премия имени Параджанова «за достижения в кинематографе»
- Бела Тарр (Венгрия)
- Фанни Ардан (Франция)
- Роман Балаян (Украина)

## Премия «Мастер»
- Нури Бильге Джейлан (Турция)
- Войцех Марчевский (Польша)
- Алексей Учитель (Россия)

## Жюри конкурса

### в номинации лучший фильм
- Дерек Малкольм (Великобритания)
- Федерик Бойер (Франция)
- Павел Павликовский (Великобритания)
- Чо Янг-Джанг (Северная Корея)
- Ваагн Тер-Акопян (Армения)

### в номинации лучший документальный фильм
- Божидар Манов (Болгария)
- Алес Докторич (Италия)
- Павел Костомаров (Россия)
- Амир Эсфандиари (Иран)
- Нуне Ахвердян (Армения)

### в номинации «Армянская панорама»
- Тьерри Леннювель (Франция)
- Армен Довлатян (Армения)
- Елена Стишова (Россия)

### в номинации лучшее короткометражное кино (абрикосовая косточка)
- Нирмал Дхар (Индия)
- Карине Торосян (Канада)
- Ольга Шервуд (Россия)

### в номинации приза Международной федерации кинопрессы (ФИПРЕССИ)
- Биргит Бьюмерс (Великобритания)
- Овгю Гёкче (Турция)
- Давид Вардазарян (Армения)

### в номинации приза экуменического жюри
В составе экуменического жюри присутствовали члены Международной независимой организации церквей
- Андрес Энгелсчалк (Германия)
- Магали Ван Рит (Франция)
- отче Геворг Сароян (Армения)

## Победители и лауреаты конкурса

### Лучший фильм
ГРАН ПРИ — ЗОЛОТОЙ АБРИКОС
- «Развод Надера и Симин» — Асгар Фархади (Иран)

серебряный абрикос
- «Мусанские дневники» — Пак Чонбум  (Южная Корея)

Специальный приз жюри
- «Награда» — Паула Маркович (Аргентина)

### Лучший документальный фильм
ГРАН ПРИ — ЗОЛОТОЙ АБРИКОС
- «Мир глазами Йона Б.» — Александр Нанау (Румыния)

серебряный абрикос
- /  «Летнее пастбище» — Линн Тру (Китай / США)

Специальное упоминание жюри
- «Великолепное ничто» — Ахмад Сейедкешмир (Иран)

### Армянская панорама
ГРАН ПРИ — ЗОЛОТОЙ АБРИКОС
- «Загружая мою жизнь» — Арутюн Шатян (Армения)

серебряный абрикос
- «Космический корабль» — Эмиль Мкртчян (Швеция)

Специальное упоминание жюри
- «Последний хиппи розового города» — Анастасия Попова (Россия)

### Лучшее короткометражное кино («Кориз» или «Абрикосовая косточка»)
ГРАН ПРИ — ЗОЛОТОЙ АБРИКОС
- «Глазго» — Петр Субботко (Польша)

серебряный абрикос
- приз в этой номинации решили никому не присуждать[12]

Специальное упоминание жюри
- «Велосипед» — Серхат Карааслан (Турция)

## Другие призы
Приз журналистов и кинокритиков FIPRESCI
- «Манду» — Ибрагим Саиди (Иран)

Приз экуменического жюри
- «Европолис» — Корнел Георгита (Румыния)

Благодарность жюри
- «Железные ворота» — Армен Хачатрян (Армения)

Приз «Уникальный творческий взгляд» Национальной киноакадемии Армении
- «Награда» — Паула Маркович (Аргентина)

Приз имени Гранта Матевосяна
- «Космический корабль» — Эмиль Мкртчян (Швеция)

«Новые имена фестиваля» — приз Британского совета
- «Загружая мою жизнь» — Арутюн Шатян (Армения)

«Нуад»(Нуард) — Приз союза кинематографистов Армении
- «Загружая мою жизнь» — Арутюн Шатян (Армения)

## Обзор кинофестиваля «Золотой абрикос»
- Обзор кинофестиваля «Золотой абрикос» // часть 1
- Обзор кинофестиваля «Золотой абрикос» // часть 2
- Обзор кинофестиваля «Золотой абрикос» // часть 3
- Обзор кинофестиваля «Золотой абрикос» // часть 4
- Обзор кинофестиваля «Золотой абрикос» // часть 5
- Обзор кинофестиваля «Золотой абрикос» // часть 6
- Обзор кинофестиваля «Золотой абрикос» // часть 7